# Кёнигсхайм
Кёнигсхайм (нем. Königsheim) — община в Германии, в земле Баден-Вюртемберг. 
Подчиняется административному округу Фрайбург. Входит в состав района Тутлинген.  Население составляет 555 человек (на 31 декабря 2010 года). Занимает площадь 4,36 км².